# Eduardo Sirera Blanco
Eduardo Sirera Blanco (Murla, Marina Alta, País Valencià), més conegut com a Edi, va ser un jugador professional d'Escala i corda, en la posició de «mitger».
Per ser de Murla, Edi començà a practicar la pilota valenciana en la modalitat de llargues, fet que el portà a ser membre de la Selecció Valenciana de Pilota en els primers Campionats Internacionals de Pilota.

## Palmarés
- Escala i corda:
  - Campió Nacional d'Escala i corda: 1988
  - Subcampió del Circuit Bancaixa: 1992
- Campionats Internacionals de Pilota:
  - Subcampió d'Europa de Joc internacional, 1994, Valenciennes (França)
  - Subcampió d'Europa de Llargues, 1994, Valenciennes (França)
  - Campió del món de Llargues, 1996, València